# Quatre de couple féminin aux Jeux olympiques d'été de 2016
Navigation
Londres 2012 Tokyo 2020
L'épreuve féminine de quatre de couple des Jeux olympiques d'été 2016 de Rio de Janeiro a lieu sur le Lagoa Rodrigo de Freitas du 6 au 10 août 2016.

## Résultats

### Séries
Les vainqueurs de chaque série sont qualifiées directement pour la finale. Les autres participent à un repêchage.

#### Série 1
| Rang | Rameuses                                                                  | Pays      | Temps   | Notes |
| ---- | ------------------------------------------------------------------------- | --------- | ------- | ----- |
| 1    | Daryna Verkhogliad Olena Buryak Anastasiia Kozhenkova Ievgeniia Nimchenko | Ukraine   | 6:35.48 | Q     |
| 2    | Jessica Hall Kerry Hore Jennifer Cleary Madeleine Edmunds                 | Australie | 6:37.43 | R     |
| 3    | Chantal Achterberg Nicole Beukers Inge Janssen Carline Bouw               | Pays-Bas  | 6:38.58 | R     |
| 4    | Zhang Ling Jiang Yan Wang Yuwei Zhang Xinyue                              | Chine     | 6:40.21 | R     |

#### Série 2
| Rang | Rameuses                                                            | Pays       | Temps   | Notes |
| ---- | ------------------------------------------------------------------- | ---------- | ------- | ----- |
| 1    | Annekatrin Thiele Carina Bär Julia Lier Lisa Schmidla               | Allemagne  | 6:30.86 | Q     |
| 2    | Maria Springwald Joanna Leszczyńska Agnieszka Kobus Monika Ciaciuch | Pologne    | 6:33.43 | R     |
| 3    | Grace Latz Tracy Eisser Megan Kalmoe Adrienne Martelli              | États-Unis | 6:40.78 | R     |

### Repêchage
Les quatre premières sont qualifiées pour la finale.
| Rang | Rameuses                                                            | Pays       | Temps   | Notes |
| ---- | ------------------------------------------------------------------- | ---------- | ------- | ----- |
| 1    | Chantal Achterberg Nicole Beukers Inge Janssen Carline Bouw         | Pays-Bas   | 6:24.61 | QA    |
| 2    | Maria Springwald Joanna Leszczyńska Agnieszka Kobus Monika Ciaciuch | Pologne    | 6:25.49 | QA    |
| 3    | Zhang Ling Jiang Yan Wang Yuwei Zhang Xinyue                        | Chine      | 6:28.49 | QA    |
| 4    | Grace Latz Tracy Eisser Megan Kalmoe Adrienne Martelli              | États-Unis | 6:28.54 | QA    |
| 5    | Jessica Hall Kerry Hore Jennifer Cleary Madeleine Edmunds           | Australie  | 6:28.60 |       |

### Finale
| Rang | Rameuses                                                                  | Pays       | Temps | Notes  |
| ---- | ------------------------------------------------------------------------- | ---------- | ----- | ------ |
|      | Grace Latz Tracy Eisser Megan Kalmoe Adrienne Martelli                    | États-Unis |       | Lane 1 |
|      | Maria Springwald Joanna Leszczyńska Agnieszka Kobus Monika Ciaciuch       | Pologne    |       | Lane 2 |
|      | Daryna Verkhogliad Olena Buryak Anastasiia Kozhenkova Ievgeniia Nimchenko | Ukraine    |       | Lane 3 |
|      | Annekatrin Thiele Carina Bär Julia Lier Lisa Schmidla                     | Allemagne  |       | Lane 4 |
|      | Chantal Achterberg Nicole Beukers Inge Janssen Carline Bouw               | Pays-Bas   |       | Lane 5 |
|      | Zhang Ling Jiang Yan Wang Yuwei Zhang Xinyue                              | Chine      |       | Lane 6 |